# GP Brda-Collio 2025
De tweede editie van de wielerwedstrijd GP Brda-Collio vond plaats op 27 maart 2025. De 168 deelnemers startten in Dobrovo en moesten tien rondjes (150,5 kilometer in totaal) over Sloveens en Italiaans grondgebied afleggen, alvorens in dezelfde stad weer te finishen. De wedstrijd maakte deel uit van de UCI Europe Tour, met de categorie 1.2. De Pool Marcin Budziński won, voor de Sloveen Tilen Finkšt en Paul Wright uit Nieuw-Zeeland.

## Uitslag
| Plaats  | Naam               | Ploeg                              | Tijd     |
| ------- | ------------------ | ---------------------------------- | -------- |
| Winnaar | Marcin Budziński   | ATT Investments                    | 3u27'49" |
| 2       | Tilen Finkšt       | Adria Mobil                        | z.t.     |
| 3       | Paul Wright        | Factor                             | z.t.     |
| 4       | Jochem Kerckhaert  | BEAT                               | z.t.     |
| 5       | Thomas Capra       | Bahrain Victorious Dev.            | z.t.     |
| 6       | Ludovico Mellano   | XDS Astana Dev.                    | z.t.     |
| 7       | Tommaso Bambagioni | UC Trevigiani-Energiapura Marchiol | z.t.     |
| 8       | Giacomo Ballabio   | Hrinkow Advarics                   | z.t.     |
| 9       | Loïc Bettendorf    | Hrinkow Advarics                   | z.t.     |
| 10      | Erik Fetter        | United Shipping                    | z.t.     |
| 11      | Henrique Avancini  | Factor                             | z.t.     |
| 12      | Ben Granger        | MG.K Vis Costruzioni e Ambiente    | z.t.     |
| 13      | Patryk Stosz       | Voster ATS                         | z.t.     |
| 14      | George Radcliffe   | XSpeed United                      | + 5"     |
| 15      | Frits Biesterbos   | BEAT                               | z.t.     |
| 16      | Alessandro Borgo   | Bahrain Victorious Dev.            | z.t.     |
| 17      | Federico Biagini   | VF Group-Bardiani CSF-Faizanè      | + 8"     |
| 18      | Łukasz Owsian      | Mazowsze Serce Polski              | z.t.     |
| 19      | Filippo Magli      | VF Group-Bardiani CSF-Faizanè      | z.t.     |
| 20      | Artur Sowiński     | Run & Race-Wibatec                 | z.t.     |
|         |                    |                                    |          |
| 79      | Robbe Mellaerts    | BEAT                               | + 1'00"  |